# Glacier Peak
Glacier Peak (v jazyce kmene Sauků Takobia) je nejizolovanější z pěti hlavních stratovulkánů Kaskádového vulkanického oblouku, které se nachází v americkém státě Washington. Nachází se v divočině Glacier Peak a z žádného z blízkých hustě obydlených území nelze rozpoznat, z čehož plyne, že se toho o něm moc neví a v porovnání s ostatními sopkami v oblasti není ani tolik známý. Přesto od poslední doby ledové má na svědomí největší a nejexplozivnější erupce ze všech sopek ve státě. Vulkán byl vytvořen před přibližně milionem let v pleistocénu a stále je jednou z nejaktivnějších sopek ve Washingtonu. Pravidelné erupce ale nastaly až s ústupem pevninského ledovce z regionu.
Původní obyvatelé v minulosti uctívali sílu tohoto, i ostatních vulkánů ve státě, což je také částí jejich pověstí. Když se do regionu dostali bílí osadníci, zjistili základní informace o okolní krajině, ale nepřišli na to, že se jedná o sopku. Glacier Peak se nachází v okrese Snohomish, jen 110 kilometrů severovýchodně od Seattlu, což z něj dělá po Mount Rainier druhý nejbližší vulkán k Seattlu, na rozdíl od nejvyšší hory státu ale není tak dobře viditelný.

## Geologie
Vrchol vulkánu se skládá hlavně ze zbytků prehistorických sopečných dómů, stejně jako „falešný vrchol“ zvaný Vrchol zklamání. Dřívější pyroklastické proudy zanechaly stopy v okolních říčních údolích, pravděpodobně se jedná o stopy úlomků zborcených sopečných dómů, a na hřebenech východně od vrcholu se nachází zbytky oblaků popela. Na západních svazích se nachází zbytky 35 kilometrů dlouhého laharu, který tudy proudil před 14 tisíci lety. Viditelných je dalších deset zbytků pyroklastických proudů, všechny jsou podle odhadu deset tisíc let staré. U sopky se nachází také mladší zbytky laharů, které mohou být pouhých 5 a půl tisíce nebo pouhé tři tisíce let staré. Další, neznámo jak starý lahar, proudí až 30 kilometrů daleko do řeky Sauk.
Zbytky mračen popela se nachází také na východním svahu sopky, kde prozatímní studie ještě nenašly žádné známky pyroklastických proudů, ale už dokázaly identifikovat cestu několika laharů. V potoce Dusty Creek se nachází nejméně 6 kilometrů tlustý lahar, jehož částí jsou i zbytky pyroklastických proudů a ostatních laharů. Nachází se zde alespoň 10 km³ kamenných úlomků, na západním svahu jsou naopak uvězněny zbytky tefry.
Svahy vulkánu jsou také hosty pro tři sypané kužely a tři termální prameny.

### Zeměpisné umístění
Sopka se nachází v americkém státě Washington, kde je jedním z pěti hlavních stratovulkánů. Je částí Kaskádového vulkanického oblouku a byla vytvořena subdukcí oceánské desky Juana de Fucy pod pevninskou Severoamerické desky. Sbližování těchto dvou desek pokračuje rychlostí 4 centimetry za rok. Pohoří se vyznačuje sopečnou aktivitou už 36 milionů let, zatímco horniny, které sopky tvoří, jsou 55 až 42 milionů let staré. Erupce se zde nekonají pravidelně, ani najednou. Vědci se snaží odlišit od sebe sopky podle jejich stáří, ale ne ve státě Washington, kde má každá sopka, bez ohledu na výšku nebo umístění, odlišný věk.

## Historie
V okolní oblasti před příchodem bílých osadníků žili Indiáni, kteří horu uctívali, stejně jako ostatní sopky, jako mocného ducha. Když se osadníci poprvé dostali do regionu, některé informace o sopce, zjistili právě díky místním legendám. Přestože původní obyvatelé tvrdili o vulkánu, že je velice důležitý v jejich pověstech, při prvním zmapování byl vrcholek vynechán, jelikož se nezmínili o jeho sopečné aktivitě. Až v roce 1850 se totiž zmínili přírodovědci Georgi Gibbsovi, že z hory se jednou kouřilo. Gibbs pochopil, že se jedná o sopku a v roce 1898 se Glacier Peak poprvé objevil na mapách.
Původní obyvatele užívali území okolo pohoří také k zemědělství, což vedlo k častým setkáním v blízkosti hor. Mezi sedmdesátými a devadesátými lety devatenáctého století tak do oblasti přišli zlatokopové hledající zdroje a bohatou půdu. První běloch, který kdy horu spatřil a zapsal to, byl Daniel Lindsey, který zde v roce 1870 hledal vhodnou cestu pro železniční trať společnosti Northern Pacific.

## Historie erupcí
Přes svou nadmořskou výšku 3 213 je Glacier Peak malou sopkou, jejíž vysoká nadmořská výška je důsledkem umístění na vysokém hřebenu. Sopečná část hory se vyvyšuje pouhých 500 až 1 000 metrů nad hřeben. Podobnou geomorfologii má nedaleký masiv Mount Meager na jihozápadě Britské Kolumbie, který se nachází na 400 metrů vysokém hřebeni z nesopečných, krystalických a přeměněných hornin.
Ze všech pěti hlavních sopek ve státě Washington pouze Glacier Peak a Mount St. Helens zažily v posledních patnácti tisících letech velké erupce. Obě sopky produkují magma dacitického původu, takže viskózní magma přibývá jelikož nemůže proudit ven eruptivním otvorem. Tlak postupně stoupá až exploze vychrlí materiály jako tefra, která je ve své nejjednodušší podobě popel.
Tefrochronologie a radiokarbonová metoda datování ukazují, že Glacier Peak zažil erupce přibližně v letech 1700, 1300, 900, 200 a přibližně 850, 3 150 a 3 550 let před naším letopočtem. Tři z těchto erupcí dosáhly 2-4, což je v porovnání s indexem 5, kterého dosáhla erupce Mount St. Helens v roce 1980, málo. Obvykle se jednalo o erupci centrálního otvoru, kterou následovala explozivní erupce. Erupce se lišily produktem, některé vyprodukovaly lahary, jiné pyroklastické proudy, další zase sopečné dómy.
Před asi 13 tisíci lety se v období menším než sto let odehrálo devět tefrových erupcí, které vyprodukovaly pyroklastické proudy. Po smíchání se sněhem a ledem vznikly lahary, které proudily do nedalekých řek, čímž zaplnily jejich údolí velkými nánosy. Lahary pak pokračovaly pryč koryty severního ramene řeky Stillaguamish a řeky Skagit. V Arlingtonu, téměř sto kilometrů po proudu řeky, zanechaly více než dva metry nánosů. Následná eroze nánosů nedaleko Darringtonu způsobila oddělení říčního systému řeky Stillaguamish od řek Skagit a Sauk. Nánosy se vyskytovaly po celé délce řek až k pobřeží Pugetova zálivu, na místech se k nim přidala také tefra, která se ale často dostala vysoko do atmosféry a vítr ji roznesl několik stovek kilometrů daleko. Nánosy tefry se nedaleko Chelanu nakupily na půl metru a nedaleko 554 kilometrů vzdálené Missouly v Montaně téměř osm milimetrů.
Od té doby sopka vyprodukovala ještě několik laharů, největší přišly před 5 900 lety a 1 800 lety, kdy byly spojeny s dómovými explozemi. V obou případech se lahary po řece Skagit dostaly do Pugetova zálivu.

### Nebezpečí
Když lahary dospějí do obydlených oblastí, obvykle pohřbívají budovy a lidi samotné. Příkladem je lahar, který zaplavil v roce 1985 po erupci sopky Nevado del Ruiz kolumbijské městečko Armero, ve kterém usmrtil přes dvacet tisíc lidí. Lahary z Glacier Peaku jsou velkým nebezpečím pro malé obce Darrington a Concrete, menším pro větší města Mount Vernon a Burlington, obecně obce na tocích řek Skagit a Stillaguamish. Ve studii USGS z roku 2005 byla sopka zařazena mezi devět Kaskádových sopek, které byly označeny jako velice nebezpečné s neadekvátním monitorováním. Sopku totiž sledoval jediný seismometr, který navíc dva roky nefungoval.

## Ledovce

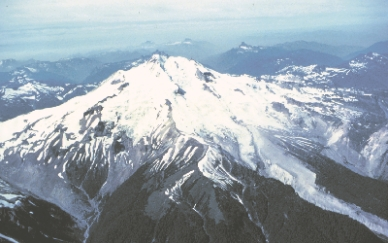
Glacier Peak

Horu pokrývá jedenáct důležitých ledovců. Když je v roce 1906 spatřil C. E. Rusk, popsal, že začaly ustupovat, ale byly stále celkem rozvinuté. Průměrný ústup ledovců na Glacier Peaku od malé doby ledové do roku 1958 čítal 1 640 metrů. Richard Hubley zaznamenal, že v padesátých letech minulého století se ledovce Severních Kaskád po půlstoletí rychlého ústupu zase začaly rozpínat. Stalo se tak poté, co se začaly zvyšovat zimní srážky a snižovat letní teploty v roce 1944. Deset z patnácti ledovců na hoře, včetně všech ledovců na svazích, se začaly rozpínat. Jejich rozpínání dosáhlo 15 až 480 metrů a dosáhlo vrcholu v roce 1978. Mezi lety 1984 a 2005 probíhal další ústup, který u osmi ledovců na hoře dosahoval průměrně 310 metrů. Milk Lake Glacier na severním svahu hory roztál úplně v devadesátých letech.

## Rekreace
Nedaleko hory prochází transkontinentální turistická stezka Pacific Crest Trail, na které je význačným místem překročení řeky Suiattle, na kterém byl most až do konce roku 2003, kdy jej odnesla bouře.
Prvním horolezcem, který na horu vylezl, byl v roce 1897 společně se skupinou vědců z USGS Thomas Gerdine. Sopka je také dostupná pro lyžaře. Hora je dostupná po osmikilometrové chůzi po stezce White Chuck River Trail (Stezka správy lesů č. 643) a poté výstupem po ledovci Sitkum Glacier. Stezka je dostupná po Silnici správy lesů č. 23. Svahy se jak při výstupu, tak při slézání skládají z černých diamantů.